# Terres-de-Bord
Terres-de-Bord – gmina we Francji, w regionie Normandia, w departamencie Eure. W 2013 roku liczba ludności wynosiła 1511 mieszkańców. 
Gmina została utworzona 1 stycznia 2017 roku z połączenia dwóch ówczesnych gmin: Montaure oraz Tostes. Siedzibą gminy została miejscowość Montaure.